# Latridiidae
Latridiidae Erichson, 1842, è una famiglia di Insetti dell'ordine dei Coleotteri (sottordine Polyphaga, superfamiglia Cucujoidea).

## Tassonomia
Comprende le seguenti sottofamiglie:
- Latridiinae Erichson, 1842
- Corticariinae Curtis, 1829
- Tetrameropseinae Kirejtshuk and Azar, 2008 †